# Fontenay-Trésigny
Fontenay-Trésigny är en kommun i departementet Seine-et-Marne i regionen Île-de-France i norra Frankrike. Kommunen ligger i kantonen Rozay-en-Brie som tillhör arrondissementet Provins. År 2022 hade Fontenay-Trésigny 5 887 invånare.

## Befolkningsutveckling
Antalet invånare i kommunen Fontenay-Trésigny
| Referens: INSEE |